# Archboldia
Archboldia es un género de aves paseriformes perteneciente a la familia Ptilonorhynchidae, con una única especie reconocida científicamente. La especie se localizan en Nueva Guinea.

## Especies
Se reconoce una única especie con dos subespecies:
- Archboldia papuensis (Rand, 1940) - pergolero de Archbold;
  - Archboldia papuensis papuensis (Rand, 1940)
  - Archboldia papuensis sanfordi (Mayr & Gilliard, 1950)